# Молоко А2
Молоко А2 — коровье молоко, в котором нет β-казеина А1. A1 и A2 — генетические варианты белка бета-казеина, которые отличаются одной аминокислотой. Тип бета-казеина A1 является наиболее распространённым типом в коровьем молоке в Европе (за исключением Франции), США, Австралии и Новой Зеландии.
Различие между усвоением бета-казеинов А1 и А2 связано с высвобождением пептида бета-казоморфина-7 (БКМ 7). Определить, какой тип молока производит корова, можно с помощью генетических тестов. В настоящее время молоко и молочные продукты А2 продаются в основном на рынках Австралии, Новой Зеландии, Китая, США, Великобритании и России.

## Состав молока-А2
В коровьем молоке около 87 % воды и 13 % сухих веществ. Наиболее ценной частью сухих веществ являются белки. Белковые вещества молока составляют 3,3 % — основным компонентом молочных белков является казеин (около 2,7 %). В свою очередь, около 30-35 % казеина (эквивалентно двум чайным ложкам в литре молока) является бета-казеином, из которого существует несколько разновидностей, определяемых генами коровы. Наиболее распространёнными из этих вариантов являются A1 и A2. Разница между ними лишь в том, что в белке А2 в цепи аминокислот в положении 67 стоит пролин, а в бета-казеине A1 в этом положении стоит гистидин.
Исследования показали, что из-за этой разницы пищеварительные ферменты взаимодействуют с бета-казеинами А1 и А2 по-разному. При переваривании белка А1 из цепи аминокислот выделяется пептид БКМ 7, а из бета-казеина А2 — нет. БКМ 7 не всегда переваривается организмом человека. БКМ 7 может быть создан или уничтожен во время ферментации молока или в процессе производства сыра.
Ученые полагают, что эта разница возникла из-за мутации, которая произошла 5—10 тыс. лет назад. Тогда у некоторых коров пролин в позиции 67 был заменен гистидином, и впоследствии мутация широко распространилась через разведение по большинству стад в западном мире. Процент бета-казеинового белка A1 и A2 может различаться в зависимости от типа коров. Африканский и азиатский крупный рогатый скот до сих пор производит молоко только типа А2. Бета-казеин A1 является наиболее распространённым типом европейского (за исключением Франции), американского, австралийского и новозеландского коровьего молока.

## Научные исследования
В 1980-х годах стали проводить первые медицинские исследования, могут ли пептиды, в том числе из казеина, оказывать отрицательное или положительное действие на организм человека.
Интерес к различию между бета-казеиновыми белками A1 и A2 появился в начале 1990-х годов. При помощи эпидемиологических исследований и исследований на животных, ученые Новой Зеландии обнаружили корреляции между преобладанием молока с белками бета-казеина A1 в некоторых странах и распространенностью в них различных хронических заболеваний. Исследование вызвало интерес в СМИ и в научном сообществе, а также среди предпринимателей.
Один из первых критических обзоров А1/А2-молока был опубликован в 2005 году в European Journal of Clinical Nutrition (издательская группа Nature). Среди прочего, в нём указывалось на серьёзные методологические недостатки более ранних работ, показавших, в частности, связь между сахарным диабетом 1 типа и потреблением А1-молока. Кроме того подчеркивалось, что результаты, полученные на животных, не были подтверждены в стандартизированных многоцентровых исследованиях на людях. В том же обзоре рассматривались работы, в которых была показана связь между потреблением А1-молока и сердечно-сосудистыми заболеваниями. Причинно-следственные взаимоотношения не были доказаны ни в одном из них, а исследования на животных также имели серьёзные методологические нарушения. Например, в одном из экспериментов использовались кролики, чей нормальный рацион — растительная пища. Их содержали на диете с повышенным содержанием животного белка — до 20 %, что не может считаться адекватной моделью человеческого атеросклероза или иных изменений липидного обмена.
Позже автор признался в наличии конфликта интересов, потому что он был консультантом молочной корпорации Fonterra — одной из крупнейших в Новой Зеландии. Тем не менее, статья не была отозвана, она по-прежнему находится в архиве журнала и на 2018 год процитирована уже 41 раз.
В 2014 году в том же European Journal of Clinical Nutrition опубликовали работу, где было показано, что потребители только молока А2 реже жалуются на боли и дискомфорт в животе. Однако выборка была небольшая — всего 41 человек. Исследование проводили на грант A2 Dairy Products Australia — австралийский производитель А2-молока. Минимум двое из четырёх авторов заявили о наличии конфликта интересов: один из них оказался штатным сотрудником компании, а второй — консультантом A2 Corporation.
К 2009 году накопилось достаточно данных, чтобы Европейское агентство по безопасности продуктов питания (EFSA) выпустило «Обзор потенциальных последствий для здоровья бета-казоморфинов и связанных с ними пептидов». Эксперты EFSA не обнаружили никакой связи между хроническими заболеваниями и употреблением А1-молока. Исследования на животных, попавшие в этот обзор, продолжали содержать грубые методологические ошибки. Так, БКМ 7 вводился инъекционно в брюшную полость или непосредственно в спинной или головной мозг, а не перорально, как это следовало бы ожидать при изучении пищевого продукта. Отдельно EFSA подчеркнуло, что в исследованиях корреляции выдаются за причинно-следственные связи, а также предупредило об опасности игнорирования всех накопленных по А1/А2-молоку данных, независимо от их тональности.
В 2012 году был опубликован обзор китайских авторов, которые изучили данные о связи потребления молочной продукции (включая отдельно А1- и А2-молоко) младенцами и вероятностью развития у них сахарного диабета 1 и 2 типа. В исследовании говорилось, что существует вероятная положительная корреляция между потреблением молочных продуктов младенцами и распространенностью сахарного диабета 1 типа, и обратная корреляция с распространенностью сахарного диабета 2 типа, но эти данные являются всего лишь предварительными. На сегодняшний момент не представляется возможным определить, какой именно компонент (или компоненты) молока могут быть ответственны за эти эффекты.
Самое крупное на 2018 год клиническое исследование было проведено в 2016 году в Китае на 600 добровольцах. Исследование зарегистрировали на реестровом сайте ClinicalTrials.gov ретроспективно: информацию внесли 25 августа 2016 года, а эксперимент проводился с января по март. Эта работа процитирована всего трижды: дважды в комментариях к другим публикациям и один раз в другом исследовании. Также в работе было обнаружено множество нестыковок как в выборе методов сбора информации (использовался опросник, не дающий объективной информации, была ошибка в выборе метода определения галактозы в моче), так и с точки зрения подбора групп.
По результатам китайского исследования были сделаны выводы, что молоко с бета-казеином A2 уменьшало острые желудочно-кишечные симптомы молочной непереносимости, в то время как обычное молоко с бета-казеином А1 снижало активность лактазы и усиливало желудочно-кишечные симптомы. Эффект определялся на основании опроса, объективные данные не использовались. Таким образом учёные определили, что у некоторых людей желудочно-кишечные молочные симптомы могут возникать в результате приема бета-казеина А1, а не лактозы. Стоит отметить, что молоко-А2 не является заменителем для людей с аллергией на коровье молоко.

## Коммерческое производство

### Австралия и Новая Зеландия
Первая компания по производству молока А2 была создана в Новой Зеландии. В 2000 году новозеландский учёный, доктор Корран Маклахлан совместно с предпринимателем Ховардом Патерсоном основали A2 Corporation. В феврале 2000 года Корран Маклахлан подал заявку на патент, который касался генетического типирования коров на аллель A1, то есть на предмет производства ими бета-казеина A1. В заявке на патент утверждалось, что бета-казеин A1 связан с сердечно-сосудистыми заболеваниями.
В первую очередь A2 Corporation сосредоточилась на том, чтобы убедить фермеров отделить стада А2 и заняться дальнейшим разведением коров с двойным генотипом А2А2. Однако сам запуск продукции был задержан компанией Fonterra, у которой были контракты с примерно 98 % новозеландских молочных ферм. Эти контракты были защищены по законодательству Новой Зеландии в соответствии с Законом о реструктуризации молочной промышленности 2001 года.
Тем временем впервые продавать молоко А2 стала молочная ферма, не связанная с корпорацией А2. В марте ферма семьи Деннистон вывела на австралийский рынок первые в мире бутылки молока А2. Вскоре после этого A2 Corporation в Австралии выдала лицензию на продажу молока А2 вновь созданной независимой компании A2 Dairy Marketers Pty Ltd. В сентябре 2004 года Де-Энн Келли, член Федерального парламента Австралии и Парламентский секретарь министра транспорта и региональных служб, объявила о выделении A2 Dairy Marketers федерального финансирования в размере 1,3 миллиона австралийских долларов на создание перерабатывающего предприятия на Плато Атертон.
A2 Dairy Marketers продавала молоко A2, рекламируя не только его безопасность, но и риски обычного молока. По австралийским законам в рекламе запрещены утверждения негативного характера о том, что с другим продуктом что-то не так, даже если утверждения правдивы. Поэтому компания предстала перед Брисбенским судом в сентябре 2004 года и была признана виновной: «утверждение компании о том, что молоко A2 полезнее для здоровья, чем обычное молоко, могло ввести потребителей в заблуждение». Компанию оштрафовали на 15 000 долларов.
Вскоре компания A2 Dairy Marketers Pty Ltd. прекратила существование. A2 Corporation вывела собственное молоко А2 на полки супермаркетов Австралии. В январе 2005 года A2 Corporation анонсировала соглашение о продаже новой австралийской дочерней компании A2 Australia Pty Ltd крупному сингапурскому производителю продуктов питания и напитков Fraser and Neave. Под её управлением в 2005 году удалось добиться устойчивого роста на австралийском рынке. К концу года молоко продавалось более чем в 600 супермаркетах и магазинах во всех штатах континентальной Австралии. Объём недельных продаж вырос почти до 100 000 литров. В апреле 2006 года A2 Corporation выкупила обратно компанию A2 Australia Pty Ltd.
Большую роль в росте популярности молока A2 в Австралии и Новой Зеландии сыграла публикация книги Кита Вудфорда «Дьявол в молоке. Болезни, здоровье и политика. Молоко А1 и А2» о бета-казеине A1 и её предполагаемых опасностях для здоровья. В 2018 году выходит российское издание книги «Дьявол в молоке». В этой версии книги будут также изучены работы учёных из России.
К 2010 году в Австралии было около 12 миллионов сертифицированных коров, которые производили около 40 миллионов литров молока A2. В апреле 2014 года A2 Corporation, которая к тому моменту обладала долей 8 % австралийского рынка молочных продуктов, изменила своё название на The a2 Milk Company Limited. Были разработаны другие продукты, произведённые с использованием молока A2: сливки, детские смеси, мороженое, йогурты и другие молочные продукты.
По данным ежегодного отчёта компании, на 2017 год она являлась ведущим брендом премиального молочного молока в австралийских супермаркетах с долей рынка в 9,3 %. Их детское питание A2 стало самым быстрорастущим брендом для новорожденных с долей рынка в 26 %.

### США
В 2003 году A2 Corporation начала сотрудничество с компанией IdeaSphere в США, получив от неё 500 000 $ к концу 2004 года. В июне 2005 года IdeaSphere и A2 согласились создать совместное предприятие A2 Milk Company LLC, куда австралийская компания инвестировала $ 400 000, а американская назначила лицензионное соглашение новой компании.

### Великобритания
В ноябре 2011 года A2 Corporation создала совместное предприятие с крупным британским поставщиком молока Müller Wiseman Dairies для продажи молока A2 в Великобритании и Ирландии. К июню 2014 года в Великобритании было 20 специализированных ферм, поставляющих молоко для переработки. В первый год было продано молока на 1 миллион фунтов стерлингов. 1 января 2014 года компания a2 Milk покинула совместное предприятие с молочными заводами Müller Wiseman, приобретя долю MWD за номинальную цену[уточнить].

### Китай
Первые партии детской смеси a2 Milk Company были отправлены в Китай в 2013 году. Экспорт в Китай резко возрос после китайского молочного скандала 2008 года.

### Россия
В России производство молока А2 было запущено в 2017 году компанией «А2 Молоко».